# Marcador químic
Un marcador químic (en anglès: chemical marker), és una substància que dins una anàlisi química permet identificar els components de la mostra. Per exemple els marcadors químics són una eina molt útil per mantenir el control de qualitat en l'extracció dels olis essencials usats en aplicacions mèdiques i també per a la identificació dels espècimens de plantes per part dels taxonomistes.
Generalment el terme marcador químic s'aplica principalment a qualsevol indicador de pH.
Introduir marcadors químics té moltes utilitats, per exemple amb el marcador OTC (oxitetraciclina) és possible identificar en una població els peixos que provenen d'ous introduïts artificialment dels que es reprodueixen de manera natural. En el cas de l'energia nuclear un marcador químic pot tenir propietats específiques, com una gran captura de neutrons, que permet que sigui detectat per sensors. En l'energia nuclear alguns marcadors estan dissenyats per a ser solubles en només una fase fluida i poder ser usats per produir una fase de velocitat de registre. Aquest terme es refereix als marcadors no radioactius, en contrast amb els marcadors radioactius més tradicionals, o traçadors (en anglès:tracers).
En sentit ampli tant els biomarcadors com el marcadors genètics es consideren també marcadors químics.